# Staustufe Griesheim
Die Staustufe Griesheim im Stadtgebiet von Frankfurt am Main bei Mainkilometer 28,69 ist eine Staustufe mit Schleuse. Die Anlage liegt zwischen Griesheim am nördlichen Ufer und der Siedlung Goldstein am südlichen in Schwanheim. Der Main hat hier eine mittlere Wasserführung von 200 m³/s, die bei einem hundertjährlichen Hochwasser auf mehr als das Zehnfache anwachsen können. Die Uferbereiche und die Schleuseninsel um die Staustufe sind seit 2003 Teil des Europäischen Vogelschutzgebietes DE5916402 Untermainschleusen.

## Technik
Die Staustufe Griesheim ist ein Walzenwehr mit einer Wehrbreite von dreimal 40 Metern und einer Fallhöhe von 4,49 Metern bei Normalstau. Die Staustufe ist mit einer Fischtreppe ausgestattet.

### Kraftwerk
Die Wasserkraft des Mains wird an der Staustufe Griesheim durch drei vierflügelige  Kaplan-Turbinen zur Stromerzeugung in einem Laufwasserkraftwerk genutzt. Der Durchfluss jeder Turbine beträgt maximal 70 Kubikmeter je Sekunde, die  Ausbauwassermenge liegt also bei 210 Kubikmetern pro Sekunde. Es ist auf eine Leistung von 4.900 Kilowatt ausgelegt, die zur Deckung der Grundlast dienen. Die Anlagen im Generatorenhaus auf der Schwanheimer Seite der Schleuse können jährlich ungefähr 35.000 Megawattstunden ins Netz einspeisen. Die Steuerwarte des Kraftwerks kontrolliert gleichzeitig die Turbinen und Generatoren der Staustufe in Eddersheim.

### Schleuse und Wasserschifffahrt

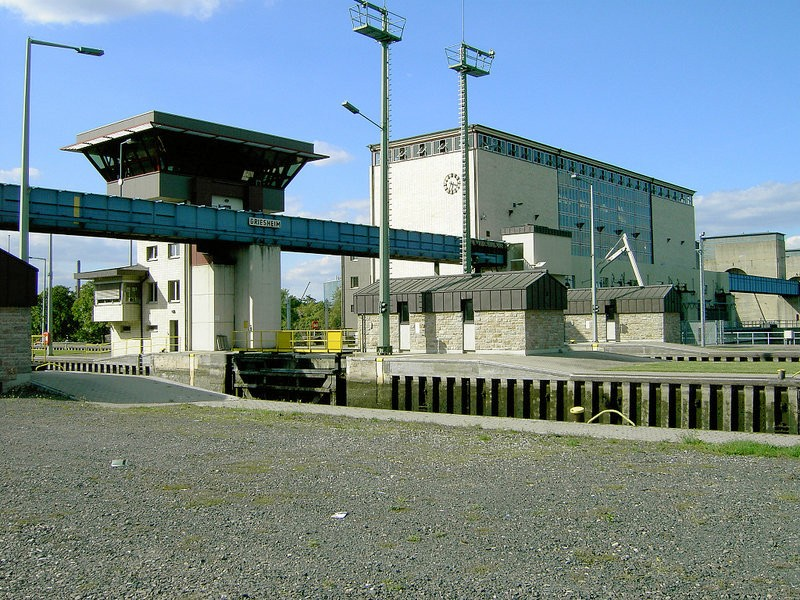
Kontrollturm und Schleusenkammer

Der Main ist in die europäische Wasserstraßenklasse Vb eingestuft und für Schiffe bzw. Schubverbände mit einer Länge von 185 Metern und einer Breite von 11,45 Metern befahrbar. Die Fahrrinne ist ganzjährig mindestens 2,90 Meter tief.
Die Staustufe besitzt zwei Schleusenkammern sowie eine Bootsschleuse:
- die Südkammer mit einer nutzbaren Länge 344,38 Metern und einer nutzbaren Breite von 15,04 Metern. Der Wasserdurchsatz pro Schleusung beträgt 23.700 m³;
- die Nordkammer mit 344,05 Metern Länge 12,02 Metern Breite. Der Wasserdurchsatz beträgt hier pro Schleusung 18.800 m³;
- die Bootsschleuse ist 21,93 Meter lang und 3,50 Meter breit.

Vor den Schleusenkammern ist je ein gut 500 Meter langer oberer- und unterer Vorkanal angelegt, in dem Schiffe auf die Durchschleusung warten können. Die Anlage, durch die täglich etwa 60 Schiffe fahren, wird seit dem 19. August 2012 über die Leitzentrale Kostheim ferngesteuert und ist rund um die Uhr im Betrieb.

### Steg
Fußgänger und Radfahrer (schiebend) können die Staustufe auf einem drei Meter breiten Steg überqueren, der in halber Höhe der Wehrpfeiler den Main überspannt. Dieser Steg ist teilweise mit Gitterrosten belegt was problematisch für Personen mit Höhenangst sein kann.
Andererseits bietet diese Überquerung vielen Pendlern zwischen den Stadtteilen Griesheim und Schwanheim einen schnellen und komfortablen Weg in den Industriepark Griesheim.

## Geschichte

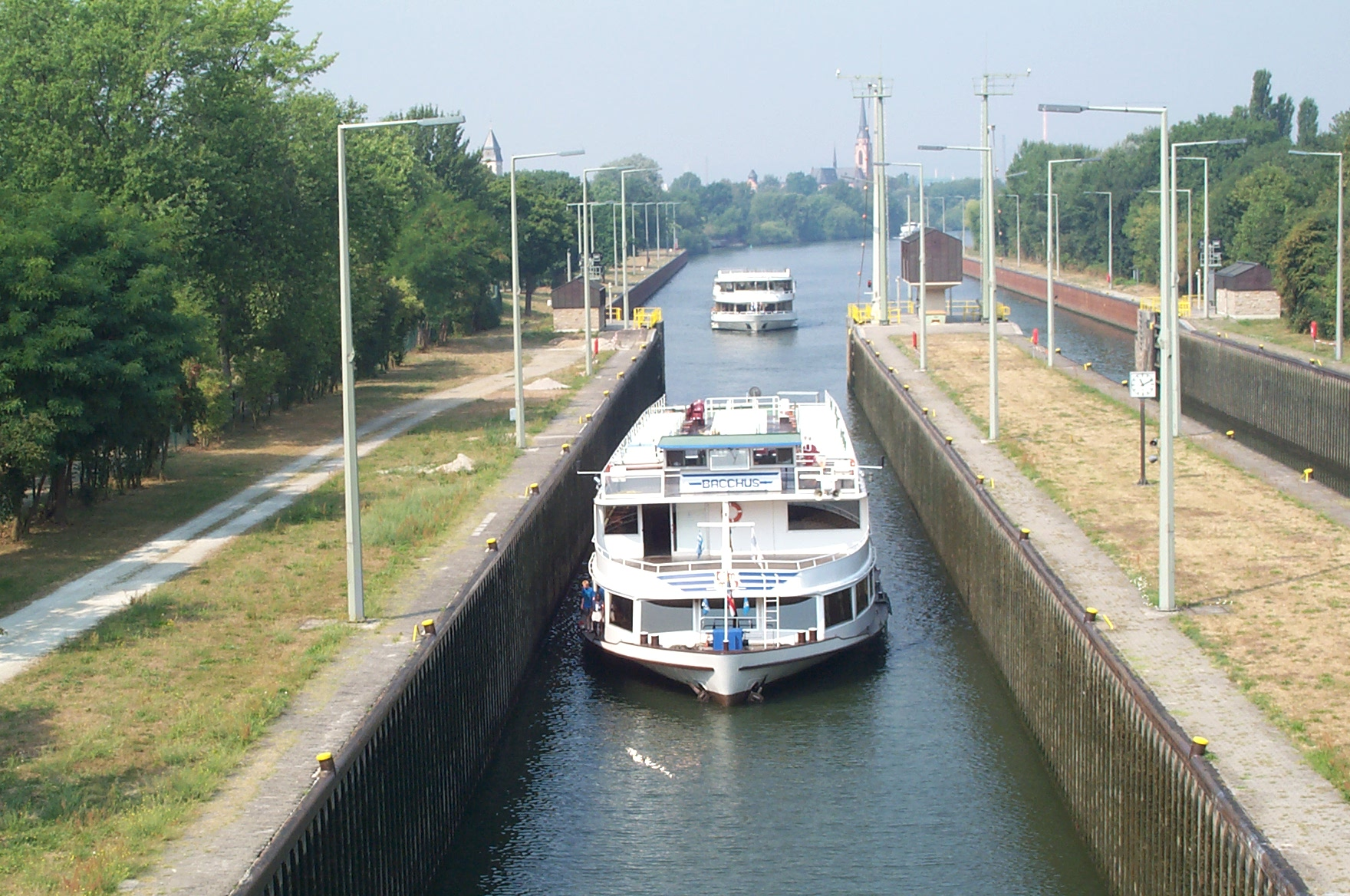
Schleusenkammer und unterer Vorkanal

Der Unterlauf des Mains zwischen der Mündung und Frankfurt wurde 1882 bis 1885 kanalisiert. In Mainz-Kostheim, Flörsheim, Okriftel, Höchst und Niederrad entstanden fünf Nadelwehre mit einfachen Schleusenkammern, um die mittlere Fahrwassertiefe auf 2,20 Meter anzuheben. In den 1920er Jahren konnten sie das gestiegene Verkehrsaufkommen auf dem Main nicht mehr bewältigen. Daher wurden ab 1927 die Nadelwehre durch drei leistungsfähigere Walzenwehre in Kostheim, Eddersheim und Griesheim mit größeren Schleusenanlagen ersetzt.
Die Griesheimer Staustufe entstand zwischen 1929 und 1932 in den kubischen Formen des Bauhausstils, sie wurde im September 1932 eingeweiht. Von Anfang an wurde sie mit für die damalige Zeit modernster Technik ausgestattet. Eine elektrische Lichtanlage ermöglichte bei Bedarf den Nachtbetrieb, sämtliche Schleusentore bekamen einen elektrischen Antrieb. Das in die Staustufe eingebaute Kraftwerk lieferte ca. 25 Megawattstunden Strom jährlich, die ins Frankfurter Netz eingespeist wurden. Auf Schwanheimer Seite entstand auch ein Wohnhaus für die Schleusenbediensteten.
In den letzten Kriegstagen 1945 wurde die Staustufe von Pionieren der Wehrmacht gesprengt und in den Jahren 1949/50 komplett wieder aufgebaut. In den Jahren 1967, 1984 und 2006 wurden über die regelmäßigen Wartungsarbeiten hinausgehende Renovierungs- und Reparaturarbeiten an der Staustufe vorgenommen.